# Dick Stabile

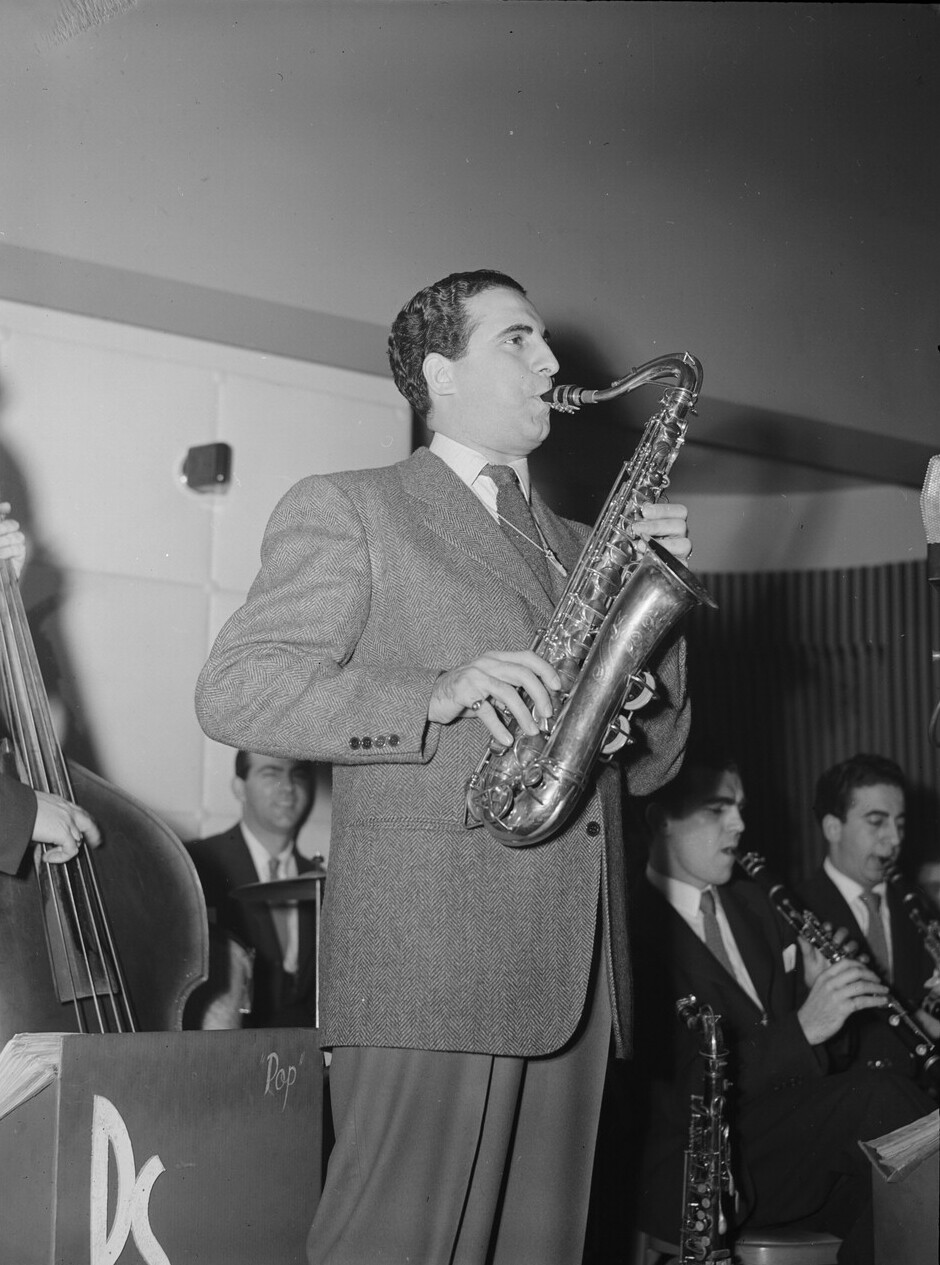
Dick Stabile (zwischen 1946 und 1948)

Dick Stabile (* 29. Mai 1909 in Newark (New Jersey); † 18. September 1980 in New Orleans) war ein US-amerikanischer Jazz- und Unterhaltungsmusiker (Altsaxophon, Klarinette, Arrangement), der vor allem als Bandleader in der Swingära hervortrat.

## Leben und Wirken
Stabile lernte bereits während seiner Schulzeit Saxophon und war bereits in seinen frühen Teenagerjahren professioneller Musiker. 1926 zog er nach New York, um sich dem Orchester von George Olsen anzuschließen. Erste Aufnahmen entstanden 1927 im Orchester des Pianisten Kenneth „Kenn“ Sisson („Hello Cuitie“). Er wechselte dann in die zu dieser Zeit populäre Band von Ben Bernie, in der er bis 1936 tätig war. In diesem Jahr gründete er seine eigene Gruppe, die in New Yorker Hotels und Ballsälen beliebt wurde. Außerdem nahm er für Decca Records mehrere Titel auf, „Just Because“, „Deep Elem Blues“, „If I Could Be with You“ und „Ja-Da“.
Stabiles Band (in der u. a. Rusty Dedrick und John „Doc“ Wilson spielten) blieb im Geschäft, während er im Zweiten Weltkrieg bei den US-Streitkräften diente; seine Frau, die Sängerin Gracie Barrie, leitete die Band in seiner Abwesenheit. Weiterhin nahm das Orchester Pop- und  Swingnumnern auf wie "By the Light of the Silvery Moon".
Nach Kriegsende interessierte sich Stabile weiterhin für Tanzmusik und passte sein Repertoire an die wachsende Zahl von Radiohörern an, als die Zahl der Tanzlokale zurückging. Nach seinem Umzug an die Westküste der USA wurde er musikalischer Leiter von Dean Martin („Memories Are Made of This“) und Jerry Lewis und trat regelmäßig mit ihnen im Fernsehen und in einigen ihrer Filme auf, wie Krach mit der Kompanie (1950), Der Tolpatsch (1953), Born to Buck (1966) und Jerry, der Herzpatient (1969). Im Bereich des Jazz war er laut Tom Lord zwischen 1927 und 1958 an 32 Aufnahmesessions beteiligt, u. a. mit Harry Richman/Bunny Berigan, Bob Howard, Ray Anthony und Jimmy Dorsey. Anschließend leitete Stabile Bands in Clubs und Hotels an der Westküste und in Las Vegas, bevor er sich nach New Orleans niederließ, wo er bis zu seinem Tod an einem Herzinfarkt im Jahr 1980 die Hausband im Roosevelt Hotel leitete.

## Diskographische Hinweise
- Dick Stabile at the Statler (1957)
- Dick Stabile Plays for You (Bethlehem Records, 1957)
- This Cat Really Blows! (Dot Records, 1960)